# 海岸山脈野生動物重要棲息環境
海岸山脈野生動物重要棲息環境位於中華民國花蓮縣與臺東縣交界處，是依《野生動物保育法》公告之野生動物重要棲息環境。主要保護對象為低海拔闊葉樹林、牛樟、朱鸝、台灣長鬃山羊及多數的台灣特有種及特有亞種生物，其目的為保育海岸山脈之天然闊葉樹林生態系及其動物資源，為東部海岸山脈最主要與最大的保護區。範圍內有海岸山脈最高峰麻荖漏山（海拔1,682公尺）及第二高峰成廣澳山（海拔1,597公尺），海拔低處至約220公尺的富家溪床，地形相當陡峭，多險坡或峭壁。